# Sarà perché mi piaci
Sarà perché mi piaci (だって好きなんだもん?, Datte suki nan damon) è un manga shōjo creato dall'autrice Wataru Yoshizumi e pubblicato in Giappone nel 2005 dalla Shūeisha nella rivista Ribon. La serie è stata raccolta in 2 tankōbon.
In Italia è stato pubblicato per la prima volta nel 2006 dalla Panini Comics sempre in 2 volumi nella collana Mille Emozioni.

## Trama
Moka Konno è una giovane e romantica studentessa al primo anno di liceo che si innamora di Masato Yoshi, suo coetaneo. Dopo il loro primo incontro, avvenuto in biblioteca, Moka racconta alla sua migliore amica Asaoka, fidanzata da tempo con Ebisawa, di aver conosciuto ed essere rimasta affascinata da Masato.
Moka viene a sapere delle vicende sentimentali del ragazzo, della sua inclinazione ad innamorarsi delle ragazze già impegnate, ma non si scoraggia e lo invita ad una mostra, ma Masato rifiuta sapendo che Moka è single.
Il caso vuole che mentre passeggia insieme alla sua amica Kozue Kanzaki, Masato veda Moka con il fratello Megumi che scambia per il fidanzato della ragazza. Questo porta Masato a provare interesse per Moka. Dopo aver spiegato il malinteso il ragazzo perde interesse ma Moka riesce comunque a diventare sua amica.
Per il giorno di San Valentino Moka, insieme ad Asaoka, prepara dei cioccolatini per Masato; in questa occasione parlando dell'amica, dice al ragazzo che Asaoka è fidanzata con Ebisawa e subito chiede all'amico di non darle fastidio. Il ragazzo promette, ma poco dopo dà appuntamento ad Asaoka nell'aula di arte, dove la ragazza lo raggiunge ma solo per informarlo di non essere interessata a lui.
Subito l'amica riferisce l'accaduto a Moka, che delusa da Masato prende le distanze da lui.
In questo periodo di lontananza Iwasa, amico di Masato si avvicina a Moka invitandola al cinema, qui vengono visti da Kozue e Megumi(fratello di Moka) che nel frattempo si sono messi insieme.
Kozue riferisce a Masato che Moka potrebbe anche trovarsi un fidanzato e il ragazzo si accorge dei sentimenti che prova per lei.
Iwasa si dichiara a Moka che lo respinge dicendogli di essere ancora innamorata di Masato.
Durante il festival scolastico Masato rivela i propri sentimenti a Moka che convinta dalle parole del ragazzo cade nelle sue braccia e finalmente l'amore trionfa.